# Boscaler castany
El boscaler castany (Locustella castanea) és una espècie d'ocell de la família dels locustèl·lids (Locustellidae). És endèmic de l'illa de Sulawesi (Indonèsia). Habita els boscos tropicals i subtropicals de frondoses humits de l'estatge montà i els matollars subtropicals o tropicals de l'estatge montà. El seu estat de conservació es considera de risc mínim.

## Taxonomia
Segons el Handook of the Birds of the World i la quarta versió de la BirdLife International Checklist of the birds of the world (Desembre 2019) el boscaler de Buru i el boscaler de Seram serien subespècies del boscaler castany. Tanmateix, altres obres taxonòmiques, com la llista mundial d'ocells del Congrés Ornitològic Internacional (versió 13.2, juliol 2023), consideren que es tracta de 3 espècies separades.